# Natation aux Jeux olympiques d'été de 1960
 (novembre 2021).
Si vous disposez d'ouvrages ou d'articles de référence ou si vous connaissez des sites web de qualité traitant du thème abordé ici, merci de compléter l'article en donnant les références utiles à sa vérifiabilité et en les liant à la section « Notes et références ».
Navigation
Résultats des compétitions de natation aux Jeux olympiques d'été de 1960 organisés à Rome.

## Tableau des médailles
| Rang  | Pays                       | Médaille d'or | Médaille d'argent | Médaille de bronze | Total |
| 1     | États-Unis                 | 9             | 3                 | 3                  | 15    |
| 2     | Australie                  | 5             | 5                 | 3                  | 13    |
| 3     | Grande-Bretagne            | 1             | 1                 | 1                  | 3     |
| 4     | Japon                      | 0             | 3                 | 2                  | 5     |
| 5     | Équipe unifiée d'Allemagne | 0             | 1                 | 3                  | 4     |
| 6     | Pays-Bas                   | 0             | 1                 | 2                  | 3     |
| 7     | Suède                      | 0             | 1                 | 0                  | 1     |
| 8     | Brésil                     | 0             | 0                 | 1                  | 1     |
| Total | Total                      | 15            | 15                | 15                 | 45    |

## Podiums

### Hommes
| Épreuves             | Or                                                                                | Argent                                                                           | Bronze                                                                        |
| Nage libre           |                                                                                   |                                                                                  |                                                                               |
| 100 m                | John Devitt Australie 55 s 2 (RO)                                                 | Lance Larson États-Unis 55 s 2 (RO)                                              | Manuel dos Santos Brésil 55 s 4                                               |
| 400 m                | Murray Rose Australie 4 min 18 s 3 (RO)                                           | Tsuyoshi Yamanaka Japon 4 min 21 s 4                                             | John Konrads Australie 4 min 21 s 8                                           |
| 1 500 m              | John Konrads Australie 17 min 19 s 6 (RO)                                         | Murray Rose Australie 17 min 21 s 7                                              | George Breen États-Unis 17 min 30 s 6                                         |
| Papillon             |                                                                                   |                                                                                  |                                                                               |
| 200 m                | Mike Troy États-Unis 2 min 12 s 8 (RM)                                            | Neville Hayes Australie 2 min 14 s 6                                             | David Gillanders États-Unis 2 min 15 s 3                                      |
| Dos                  |                                                                                   |                                                                                  |                                                                               |
| 100 m                | David Theile Australie 1 min 01 s 9 (RO)                                          | Frank McKinney États-Unis 1 min 02 s 1                                           | Robert Bennett États-Unis 1 min 02 s 3                                        |
| Brasse               |                                                                                   |                                                                                  |                                                                               |
| 200 m                | William Mulliken États-Unis 2 min 37 s 4                                          | Yoshihiko Osaki Japon 2 min 38 s 0                                               | Wieger Mensonides Pays-Bas 2 min 39 s 7                                       |
| Relais               |                                                                                   |                                                                                  |                                                                               |
| 4 × 200 m nage libre | États-Unis George Harrison Richard Blick Mike Troy Jeff Farrell 8 min 10 s 2 (RM) | Japon Makoto Fukui Hiroshi Ishii Tsuyoshi Yamanaka Tatsuo Fujimoto 8 min 13 s 2  | Australie David Dickson John Devitt Murray Rose John Konrads 8 min 13 s 8     |
| 4 × 100 m 4 nages    | États-Unis Frank McKinney Paul Hait Lance Larson Jeff Farrell 4 min 05 s 4 (RM)   | Australie David Theile Terry Gathercole Neville Hayes Geoff Shipton 4 min 12 s 0 | Japon Kazuo Tomita Koichi Hirakida Yoshihiko Osaki Keigo Shimuzu 4 min 12 s 2 |

### Femmes
| Épreuves             | Or                                                                                     | Argent                                                                          | Bronze                                                                                               |
| Nage libre           |                                                                                        |                                                                                 | |
| 100 m                | Dawn Fraser Australie 1 min 01 s 2 (RO)                                                | Chris von Saltza États-Unis 1 min 02 s 8                                        | Natalie Steward Grande-Bretagne 1 min 03 s 1                                                         |
| 400 m                | Chris von Saltza États-Unis 4 min 50 s 6 (RO)                                          | Jane Cederqvist Suède 4 min 53 s 9                                              | Tineke Lagerberg Pays-Bas 4 min 56 s 9                                                               |
| Papillon             |                                                                                        |                                                                                 | |
| 100 m                | Carolyn Schuler États-Unis 1 min 09 s 5 (RO)                                           | Marianne Heemskerk Pays-Bas 1 min 10 s 4                                        | Janice Andrew Australie 1 min 12 s 2                                                                 |
| Dos                  |                                                                                        |                                                                                 | |
| 100 m                | Lynn Burke États-Unis 1 min 09 s 3 (RO)                                                | Natalie Steward Grande-Bretagne 1 min 10 s 8                                    | Satoko Tanaka Japon 1 min 11 s 4                                                                     |
| Brasse               |                                                                                        |                                                                                 | |
| 200 m                | Anita Lonsbrough Grande-Bretagne 2 min 49 s 5 (RM)                                     | Wiltrud Urselmann Équipe unifiée d'Allemagne 2 min 50 s 0                       | Barbara Göbel Équipe unifiée d'Allemagne 2 min 53 s 6                                                |
| Relais               |                                                                                        |                                                                                 | |
| 4 × 100 m nage libre | États-Unis Joan Spillane Shirley Stobs Carolyn Wood Chris von Saltza 4 min 08 s 9 (RM) | Australie Dawn Fraser Ilsa Konrads Lorraine Crapp Alva Colquhoun 4 min 11 s 3   | Équipe unifiée d'Allemagne Christel Steffin Heidi Pechstein Gisela Weiss Ursula Brunner 4 min 19 s 7 |
| 4 × 100 m 4 nages    | États-Unis Lynn Burke Patty Kempner Carolyn Schuler Chris von Saltza 4 min 41 s 1 (RM) | Australie Marilyn Wilson Rosemary Lassig Janice Andrew Dawn Fraser 4 min 45 s 9 | Équipe unifiée d'Allemagne Ingrid Schmidt Ursula Küper Bärbel Fuhrmann Ursel Brunner 4 min 47 s 6    |